# 東方萃夢想 ～ Immaterial and Missing Power.

萃夢想v1.11的主選單截图

《东方萃梦想 ～ Immaterial and Missing Power.》为上海愛麗絲幻樂團与黄昏边境共同制作的同人格斗游戏，为东方Project系列的7.5作。

## 概要
本作于2004年4月2日宣布制作，在第一届博丽神社例大祭（2004年4月18日）以CD-R盘发布表现测试版，C66第三天（2004年8月15日）发布体验版，最终于C67第二天（2004年12月30日）正式发售。
本次为第一次和同人游戏开发组织黄昏边境合作开发的第一部对战型格斗游戏，由黄昏边境负责程序开发，上海愛麗絲幻樂團（即ZUN一人）负责人物设定，场景设定，剧情和音乐设计。使用角色基于妖妖夢和红魔乡再外加一名新角色，共10名角色登场（通过添加补丁和特定的打开条件可多使用1名角色）。

## 故事
春天来了，幻想乡的少女们开始了每三天一次的赏花宴会，与此同时，幻想乡也出现一股不稳定的妖气和妖雾并日益浓密，但奇怪的是，没任何怪事发生……虽然如此，博丽灵梦及其他少女们都开始觉得有些问题，于是各自开始了这次异变的调查。
「下次的宴会之前、我一定要把发出这股妖气的原因给解决！」

## 基本系统

本作是東方Project系列第一個格鬥遊戲。圖中霧雨魔理沙（右）正在對博麗靈夢（左）發動符卡攻擊。

本作为对战格斗游戏，有与本系列其他作有所不同的操作系统。

### 自机选择
起初有6个角色供玩家选择，然后选好两个游戏使用的招式，即可开始游戏，如果使用自己打败游戏中的boss，就可以获得此自机，最终可以使用11名角色。

### 特殊動作
短跑、高速跳跃
连按两次方向键或按D+方向键，就可以在地上短跑或高速跳起。跳起限2段，短跑限三段，在短跑和跳起途中处于不被击中状态，是游戏中常用的回避手段之一。
擦弹
此处的擦弹与弹幕射击的作品中所指的不同。当作出Dash或作出部分攻击技时会进入“擦弹状态”，当接触飞行道具或是射击性质的攻击时不会受到任何伤害。有部分射击也会是不能擦弹的，擦弹并不等于“对射击攻击无敌”
灵击（炸弹）
可以使用灵击将敌人的攻击抵消。攻击范围较窄且一定时间内无敌，也可以在被攻击时实现守卫。连续使用或组合使用可以打断敌方的连续攻击。
防御
可分为站立防御，蹲下防御和空中防御，在某些情况下也能自动防御，但防御崩溃的话，会降低一定的灵力。
碰撞攻击
通常攻击力很高，在处于防守的情况下，以错误的方向撞上对方的防御时，灵力会将为0.
使用符卡
使用符卡做出不同的战斗效果或Cost的设定限制。详细后述。

### 数值关系
残机
在故事模式中，体力耗尽会失去一个残机，一般情况为两个，特殊关卡最多出现四个，当体力耗尽的同时连残机也没有的话，就会宣告游戏结束。在街机模式和自由模式中，则是三盘两胜制，当任何一方被击倒两次后便宣告战斗完结。与弹幕射击游戏不同，没有补充残机的事件。
体力
当受到攻击时体力便会减少，卡不会丢失。
手札
击中对手，或是被击中的话都会使手札计量增加，当手札计储满一格后就会获得一个手札。当使用卡时会根据其Cost值而消耗等量的手札数量。手札最多可以储存9个，储满之后除非将卡使用掉，否则手札计不会继续增加。此外，当没有卡可以再使用时，手札计也不会再上升。
灵力
飞翔、使用射击技、防御对方攻击或是擦弹，都会消耗一定的灵力。灵力会随时间慢慢回复。
当没有灵力的时候，自机会不能使用需要消耗灵力的行动，而在此情况下消耗灵力作出防御的话，就会引起“防御崩溃”，解除防御，并且一段时间内都会呈无防备状态。发生防御崩溃时，其中一粒灵力珠会变成红色，在其回复原本的蓝色之前，灵力最大值会因此下降。

## 符卡系统
《萃夢想》的符卡系統，與其他彈幕射擊作品比較有很大分別。
在故事模式中，当敌方體力被扣至0時，将會进入冠上了符卡名稱的攻擊環節。此时敵方体力会回復至最大值。
当进入符卡环节时，敌方角色被攻击也不会产生硬直，并会一直使用某种特殊攻击直至任一方体力被扣至0。此时尚会出现倒数，需在倒数结束前且玩家角色体力未被扣至0的情况下击破敌方才能取得符卡。由於敵方體力歸零後復活並進行符卡攻擊的次數較多，所以他們在這時的最大體力都會變為平常的一半。
尽管一些角色可以选择与此状态同名的符卡，但效果会有所不同。换句话说就是Boss专用技那样的东西。
在除故事模式外的其他模式中则与自机无异，在街機模式、自由模式中則是先擊倒對手兩次便算勝利。

### 符卡选择
在开始故事模式之前分别选择一符、二符。所选的符卡要一直使用到整个故事模式通关，即使中途接关也无法变更。玩家角色的白血被扣至0会进入红血，一符需玩家角色处于白血状态时方能使用，二符则是红血状态方能使用。整体来说，二符会比一符更为强力。

### 符卡使用
游戏中，通过攻击及被攻击等行动可以增加符力量表，每达到一次上限就能增加一个单位，符力量表上限为9个单位。当符力量表超过1个单位时即可进行符卡宣言进入宣言状态。至宣言状态结束前、且符力量表超过1个单位时，输入特定指令后将会使用符卡。使用一符还是二符请参考前文所述。

## 登场角色

### 伊吹 萃香
，Ibuki Suika
種族：鬼
住處：所謂鬼所居住的國家（現在在幻想鄉的某處，常出沒於博麗神社）
能力
- 操縱疏密的能力 - 《萃夢想》
- 操縱密度的能力 - 《求聞史記》《地靈殿》

別名
- 　萃集的夢想、虛幻、以及百鬼夜行 - 《萃夢想》
- 　太古的時代 - 《文花帖》（遊戲）
- 　小小的百鬼夜行 - 《求聞史記》、《地靈殿》
- 　細雨的百鬼夜行 - 《緋想天》
- 　不羈奔放的古豪 - 《DS文花帖》
- 　不羈奔放的鬼 - 《茨歌仙》

登場
- 《萃夢想》第七關（最終）頭目、亦是可使用角色
- 《文花帖》Level EX。
- 《緋想天》可用角色、帕秋莉路線最終頭目
- 《非想天则》可用角色
- 《地靈殿》靈夢的支援角色
- 《新三月精》第十八話
- 《茨歌仙》第九話、第十六話
- 《心綺樓》觀眾

主題曲
- 　御伽之國的鬼之島　～ Missing Power（《萃夢想》）
- 　碎月（《緋想天》、《非想天则》）

從前妖怪之山四天王中「怪」的代表，和地靈殿的星熊勇儀是舊識。
現身於幻想鄉的鬼。雖然看上去是一個少女，但其實已生存了不知幾百年。相當嗜酒，而且一直也在喝酒然後醉醺醺的，有時卻會說出像看穿了別人的內心般的說話。因為喝醉了，所以身體經常地前後搖晃著。有著與外表不相乎的怪力。弱點是炒過的大豆。持著的葫蘆稱為「伊吹葫」，根據《三月精》裡頭有一隻酒蟲，可以無限制地製造酒，為了防止翻倒，用塞子把瓶口封著，而一次的出酒量也只是葫蘆大小的分量而已。跟八雲紫是朋友，一邊說「（紫的）存在本來就是作弊」卻是承認著紫的能力。《求聞史紀》中記述，她的主要活動場所是妖怪之山，但在《萃夢想》數個結局中也是描述了她在博麗神社出現。在《萃夢想》的故事中，不滿幽幽子於《妖妖夢》時把「春度」收集起來，令宴會的數量減少了，因此令靈夢等人每三天就舉行一次宴會（但自己則化成霧，慢慢享受宴會的氣氛）。雖然「鬼是會把人擄走」，但在《萃夢想》的結局中，沒有去把人擄走的萃香並不是她的能力還未成熟，而是被靈夢的能力影響著而已（但她本人並不知道）。鬼是從很久之前，就已不存在於幻想鄉。正因如此驅鬼的特殊方法早已在幻想鄉失傳，現在誰也不能去驅除。順帶一提，日本的「伊吹山」是與鬼很有緣的山來的。其名字與西瓜的日文發音相同（均為），故又被戲稱為「西瓜」。
她的能力是能操作事物的密疏，可以讓任何事物散開集合，例如集合人的想法開宴會，或是把自己散開變成霧狀。雖然沒辦法無中生有，但是她可以把散開的物體集合成新的東西，這是接近創造再生的能力。身體能力也非常強力，速度力氣妖力，一切都遠遠超過人類。
在《地靈殿》的對話中顯示過去曾經與鬼族一同居住在地底下，而且非常鄙視著住在地底的妖怪們（除了古明地覺和古明地戀以外）。

### 既有角色
博丽 灵梦
雾雨 魔理沙
愛麗絲·瑪格特羅伊德
十六夜 咲夜
蕾米莉亚·斯卡蕾特
帕秋莉·诺蕾姬
魂魄 妖梦
西行寺 幽幽子
八云 紫
红 美铃

## 附注
1. ↑  所有非正作（即非弹幕射击游戏类）的以带小数标记。發布時間其實晚於第8作《永夜抄》，但因故事背景設定於《永夜抄》之前、《妖妖夢》之後，故定為第7.5作。
2. ↑  基于幻想鄉#作中有登场的异变，每隔三日的百鬼夜行
3. ↑  根據《文花帖》（書籍）的附錄的角色頁中記述。
4. ↑  根據《萃夢想》中與帕秋莉·諾雷姬的對話。
5. ↑  根據《萃夢想》結局No.2(八雲紫結局)。
6. ↑  根據求聞史記的記述。